# Почётные граждане Свердловской области

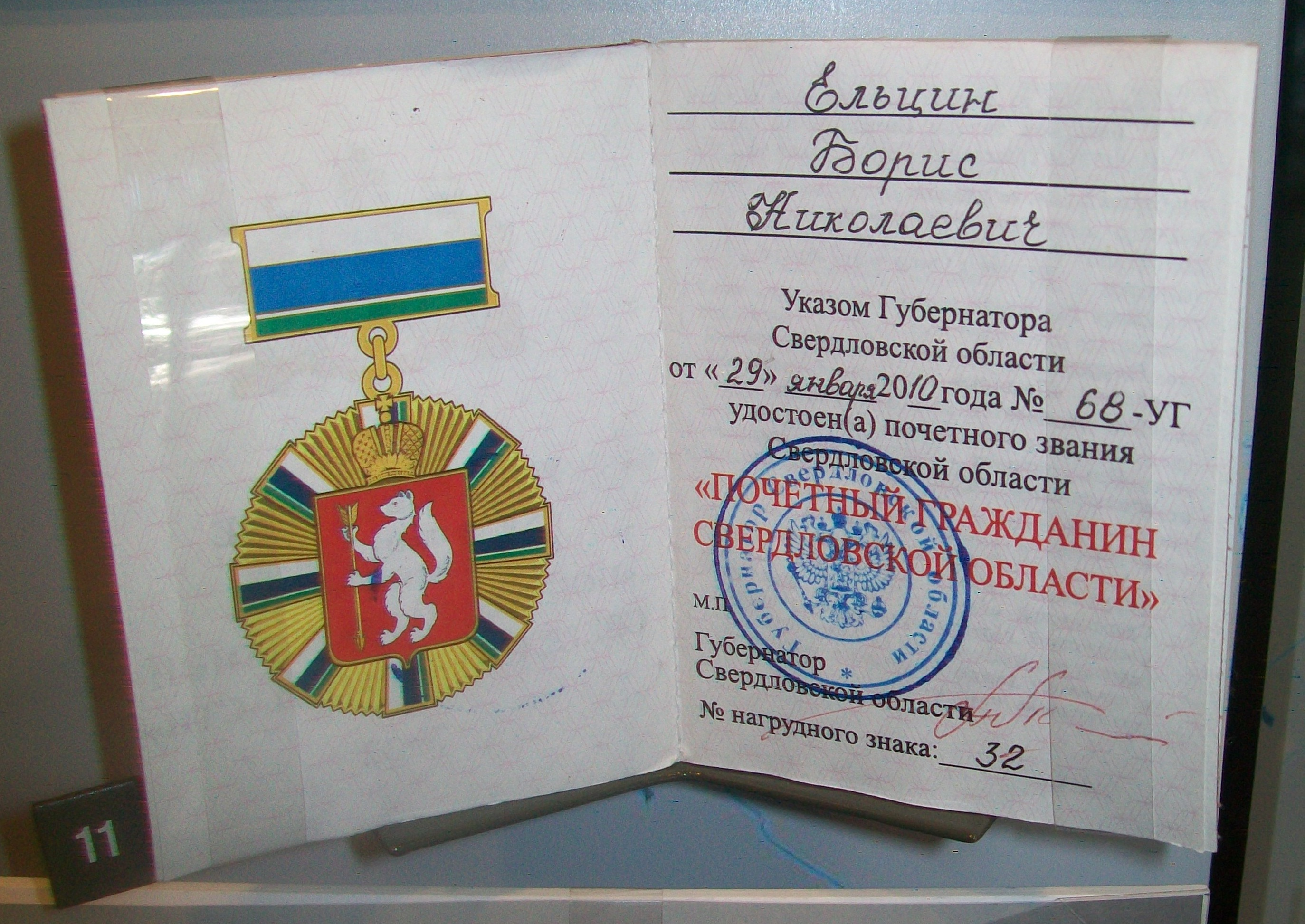
Удостоверение почётного гражданина Свердловской области

В данном списке перечислены лица, которым присвоено звание «Почётный гражданин Свердловской области» — высшей награды региона, учреждённой Законом Свердловской области от 18 октября 1995 года № 27-ОЗ «О почётном звании Свердловской области „Почётный гражданин Свердловской области“». В настоящее время действует закон Свердловской области от 15 июля 2005 года № 91-ОЗ «О почётном звании Свердловской области „Почётный гражданин Свердловской области“» (с изменениями на 20 апреля 2021 года).

## Основания награждения
Званием могут быть удостоены:
- граждане Российской Федерации,
- иностранные граждане,
- лица без гражданства независимо от места их проживания.

Звание присваивается:
- за особые заслуги или выдающиеся достижения в экономической, научно-технической, социальной, культурной и (или) иных сферах жизни общества, способствовавшие укреплению и развитию Свердловской области, росту её авторитета в Российской Федерации и за рубежом,
- за проявленные мужество, смелость и отвагу.

Законом Свердловской области от 21 декабря 2007 года № 166-ОЗ внесена поправка, которая допускает присвоение почётного звания посмертно.
Звание не может быть присвоено действующему губернатору Свердловской области и депутатам палат Законодательного Собрания Свердловской области до окончания срока их полномочий.
Младшей по старшинству наградой является знак отличия «За заслуги перед Свердловской областью».

## Правила ношения нагрудного знака
Носится на правой стороне груди.
При отсутствии у награждённого орденов, медалей, знаков отличия награда размещается на пиджаке (жакете) так, чтобы верхний край знака отличия располагался ниже уровня угла лацкана на 70 миллиметров.
При наличии у награждённого орденов, медалей, знаков отличия Российской Федерации, СССР и (или) иностранных государств, медалей, знаков отличия, учреждённых органами государственной власти Российской Федерации и СССР, расположение знака по отношению к ним определяется в соответствии с федеральным законодательством.

## Описание нагрудного знака
Нагрудный знак представляет собой серебряный круг диаметром 48 миллиметров, в центре которого помещено выпуклое изображение малого герба Свердловской области, наложенное на восемь выпуклых стилизованных изображений флага Свердловской области, расходящихся от центра круга между восемью пучками гранёных позолоченных лучей, также расходящихся от центра круга и образующих его зубчатые края. Изображения малого герба Свердловской области и флага Свердловской области выполнены цветной эмалью.
На оборотной стороне нагрудного знака в центре помещена надпись рельефными буквами в четыре строки: «ПОЧЁТНЫЙ», «ГРАЖДАНИН», «СВЕРДЛОВСКОЙ», «ОБЛАСТИ» (высота букв в надписи 3 миллиметра). Под надписью помещен полированный четырёхугольник размером 5 на 17 миллиметров с вдавленным в левой части знаком «№» высотой 3 миллиметра и номером знака. Оборотная сторона нагрудного знака позолочена.
Нагрудный знак при помощи позолоченных ушка и звена соединяется с позолоченным ушком прямоугольной колодки изготовленной из серебра. Колодка изготовлена в виде выпуклого изображения флага Свердловской области с позолоченной окантовкой. Изображение флага выполнено цветной эмалью в соответствии с его описанием, установленным законом Свердловской области. Высота колодки нагрудного знака — 16 миллиметров, ширина — 38 миллиметров. Колодка нагрудного знака по бокам имеет выемку размером 11 на 1,5 миллиметра. Нагрудный знак, звено и колодка изготовляются из серебра 925 пробы.
Знак внесён в Государственный геральдический регистр Российской Федерации под № 2075.

## Почётные граждане Свердловской области
| № п/п | Фото           | Фамилия, имя, отчество                                                               | Годы жизни                                                                           | Должность на момент присвоения звания | Дата, номер Указа губернатора Свердловской области |
| ----- | -------------- | ------------------------------------------------------------------------------------ | ------------------------------------------------------------------------------------ | --- | -------------------------------------------------- |
| 1     |                | Самойлов, Иван Данилович                                                             | 1922—2008                                                                            | директор государственного Нижне-Синячихинского музея-заповедника деревянного зодчества и народного искусства | 04.09.1997 г. № 321-УГ                             |
| 2     |                | знак № 2 не вручался и находится в музее резиденции Губернатора Свердловской области | знак № 2 не вручался и находится в музее резиденции Губернатора Свердловской области | знак № 2 не вручался и находится в музее резиденции Губернатора Свердловской области |                                                    |
| 3     |                | Ростецкий, Евгений Константинович                                                    | 1931—2016                                                                            | главный агроном колхоза имени Чапаева Алапаевского района | 06.10.1998 г. № 456-УГ                             |
| 4     |                | Семихатов, Николай Александрович                                                     | 1918—2002                                                                            | академик Российской академии наук | 30.11.1998 г. № 550-УГ                             |
| 5     |                | Левит, Юрий Александрович                                                            | 1937—2005                                                                            | заместитель директора Нижнетагильского института испытания металлов, Заслуженный лётчик-испытатель Российской Федерации | 28.04.1999 г. № 183-УГ                             |
| 6     |                | Карполь, Николай Васильевич                                                          | род. 1938                                                                            | главный тренер женской сборной команды России по волейболу, главный тренер команд РОО «Общественно-спортивного центра „Уралочка“» | 18.10.1999 г. № 514-УГ                             |
| 7     |                | Родыгин, Евгений Павлович                                                            | 1925—2020                                                                            | композитор, Народный артист Российской Федерации | 09.03.2000 г. № 142-УГ                             |
| 8     |                | Сурганов, Вячеслав Сергеевич                                                         | род. 1933                                                                            | председатель Областной Думы Законодательного Собрания Свердловской области с 1995 по 2000 годы | 27.07.2000 г. № 448-УГ                             |
| 9     |                | Лапшин, Ярополк Леонидович                                                           | 1920—2011                                                                            | кинорежиссёр, Народный артист РСФСР | 25.09.2000 г. № 552-УГ                             |
| 10    |                | Колесников, Борис Иванович                                                           | род. 1941                                                                            | начальник Свердловской железной дороги | 07.05.2001 г. № 326-УГ                             |
| 11    |                | Подобед, Иван Романович                                                              | 1922—2010                                                                            | председатель Совета Свердловской областной общественной организации ветеранов (инвалидов) войны, труда, Вооружённых Сил и правоохранительных органов | 09.11.2001 г. № 843-УГ                             |
| 12    |                | Матвеев, Евгений Семёнович                                                           | 1922—2003                                                                            | заместитель председателя Союза кинематографистов Российской Федерации, Народный артист СССР | 21.03.2002 г. № 163-УГ                             |
| 13    |                | Щекутова, Маргарита Ивановна                                                         | 1927—2024                                                                            | председатель Арбитражного суда Свердловской области | 25.11.2002 г. № 755-УГ                             |
| 14    |                | Спектор, Шлема Ицькович                                                              | род. 1936                                                                            | заместитель председателя Правительства Свердловской области по социальной политике | 15.05.2003 г. № 223-УГ                             |
| 15    |                | Овчарук, Иван Кириллович                                                             | род. 1943                                                                            | председатель Свердловского областного суда | 10.10.2003 г. № 507-УГ                             |
| 16    |                | Набойченко, Станислав Степанович                                                     | 1942—2022                                                                            | ректор Уральского государственного технического университета — УПИ | 18.06.2004 г. № 390-УГ                             |
| 17    |                | Дураков, Николай Александрович                                                       | род. 1934                                                                            | главный тренер молодежной команды Свердловского областного государственного учреждения «Хоккейный клуб „СКА-Свердловск“» | 01.10.2004 г. № 961-УГ                             |
| 18    |                | Ильин, Юрий Васильевич                                                               | 1937—2018                                                                            | председатель Федерации профсоюзов Свердловской области | 27.09.2005 г. № 770-УГ                             |
| 19    |                | Трошин, Владимир Константинович                                                      | 1926—2008                                                                            | Народный артист РСФСР | 16.05.2006 г. № 380-УГ                             |
| 20    |                | Яковлев, Вениамин Фёдорович                                                          | 1932—2018                                                                            | советник Президента Российской Федерации | 12.02.2007 г. № 80-УГ                              |
| 21    |                | Брук, Леонард Израилович                                                             | род. 1937                                                                            | директор государственного образовательного учреждения дополнительного образования детей «Центр дополнительного образования для детей „Дворец молодёжи“» | 31.07.2007 г. № 792-УГ                             |
| 22    |                | Воробьёв, Алексей Петрович                                                           | род. 1950                                                                            | председатель Правительства Свердловской области с 1996 по 2007 годы | 12.09.2007 г. № 887-УГ                             |
| 23    |                | Осипов, Юрий Сергеевич                                                               | род. 1936                                                                            | академик, президент Российской академии наук | 12.09.2007 г. № 888-УГ                             |
| 24    |                | Камнев, Павел Иванович                                                               | 1937—2023                                                                            | генеральный директор — генеральный конструктор открытого акционерного общества «Опытное конструкторское бюро „Новатор“» | 15.11.2007 г. № 1170-УГ                            |
| 25    |                | Тетюхин, Владислав Валентинович                                                      | 1932—2019                                                                            | генеральный директор открытого акционерного общества «Корпорация ВСМПО-АВИСМА» | 03.12.2007 г. № 1210-УГ                            |
| 26    |                | Рябов, Яков Петрович                                                                 | 1928—2018                                                                            | почётный президент «Уральского землячества» в г. Москве | 13.03.2008 г. № 212-УГ                             |
| 27    |                | Быков, Анатолий Николаевич                                                           | 1936—2016                                                                            | глава городского округа Сухой Лог | 30.07.2008 г. № 821-УГ                             |
| 28    |                | Малых, Николай Александрович                                                         | 1948—2021                                                                            | генеральный директор открытого акционерного общества «Научно-производственная корпорация „Уралвагонзавод“ имени Ф. Э. Дзержинского» | 31.07.2008 г. № 846-УГ                             |
| 29    |                | Алексеев, Сергей Сергеевич                                                           | 1924—2013                                                                            | профессор кафедры теории государства и права ГОУ ВПО «Уральская государственная юридическая академия» | 26.06.2009 г. № 584-УГ                             |
| 30    |                | Красовский, Николай Николаевич                                                       | 1924—2012                                                                            | академик Российской академии наук, советник Российской академии наук, главный научный сотрудник Учреждения Российской академии наук Института математики и механики Уральского отделения Российской академии наук | 24.08.2009 г. № 775-УГ                             |
| 31    |                | Бокарев, Геннадий Кузьмич                                                            | 1934—2012                                                                            | кинодраматург, Заслуженный деятель искусств РСФСР | 19.11.2009 г. № 1035-УГ                            |
| 32    |                | Ельцин, Борис Николаевич (посмертно)                                                 | 1931—2007                                                                            | первый Президент Российской Федерации | 29.01.2010 г. № 68-УГ                              |
| 33    |                | Россель, Эдуард Эргартович                                                           | род. 1937                                                                            | член Совета Федерации Федерального Собрания Российской Федерации | 07.10.2010 г. № 883-УГ                             |
| 34    |                | Умпелева, Галина Николаевна                                                          | 1939—2016                                                                            | Народная артистка РСФСР, артистка — ведущий мастер сцены государственного учреждения культуры «Свердловский государственный академический театр драмы» | 07.10.2010 г. № 887-УГ                             |
| 35    |                | Гришпун, Ефим Моисеевич                                                              | 1935—2023                                                                            | генеральный директор открытого акционерного общества «Первоуральский динасовый завод» | 18.10.2010 г. № 923‑УГ                             |
| 36    |                | Макарян, Альберт Николаевич                                                          | 1941—2017                                                                            | директор областного государственного унитарного предприятия "Санаторий «Обуховский» | 20.01.2011 г. № 21‑УГ                              |
| 37    |                | Перевалов, Виктор Дмитриевич                                                         | 1941—2022                                                                            | доктор юридических наук, президент государственного образовательного учреждения высшего профессионального образования «Уральская государственная юридическая академия» | 22.07.2011 г. № 701-УГ                             |
| 38    |                | Журавлёв, Владимир Николаевич                                                        | род. 1942                                                                            | доктор медицинских наук, профессор, заведующий кафедрой урологии государственного бюджетного образовательного учреждения высшего профессионального образования «Уральская государственная медицинская академия» | 17.09.2012 г. № 693-УГ                             |
| 39    |                | Хардина, Татьяна Витальевна                                                          | род. 1955                                                                            | заместитель председателя Свердловской областной детской общественной ассоциации поисковых отрядов «Возвращение» | 19.06.2013 г. № 325-УГ                             |
| 40    |                | Крапивин, Владислав Петрович                                                         | 1938—2020                                                                            | писатель, член Общероссийской общественной организации «Союз российских писателей» | 10.10.2013 г. № 509-УГ                             |
| 41    |                | Мартин, Эвальд Иванович                                                              | 1936—2017                                                                            | горнорабочий очистного забоя на подземных работах шахты Северная общества с ограниченной ответственностью «Березовский рудник» | 15.01.2014 г. № 16-УГ                              |
| 42    |                | Козицын, Андрей Анатольевич                                                          | род. 1960                                                                            | генеральный директор ООО «УГМК-Холдинг» | 25.08.2014 г. № 402-УГ                             |
| 43    |                | Рыжков, Николай Иванович                                                             | 1929—2024                                                                            | член Совета Федерации Федерального Собрания Российской Федерации от Белгородской области — представитель в Совете Федерации Федерального Собрания Российской Федерации от исполнительного органа государственной власти Белгородской области | 08.10.2014 г. № 465-УГ                             |
| 44    |                | Голышев, Николай Николаевич                                                          | 1929—2021                                                                            | профессор кафедры сольного пения федерального государственного бюджетного образовательного учреждения высшего профессионального образования «Уральская государственная консерватория (академия) имени М. П. Мусоргского» | 08.10.2014 г. № 466-УГ                             |
| 45    |                | Сысоев, Анатолий Васильевич                                                          | 1935—2021                                                                            | президент общества с ограниченной ответственностью «Богословская строительная компания» | 12.01.2015 г. № 1-УГ                               |
| 46    |                | Судаков, Юрий Дмитриевич                                                             | род. 1935                                                                            | председатель Совета Свердловской областной общественной организации ветеранов войны, труда, боевых действий, государственной службы, пенсионеров | 16.02.2015 г. № 80-УГ                              |
| 47    |                | Лядова, Людмила Алексеевна                                                           | 1925—2021                                                                            | композитор, народная артистка СССР | 10.03.2015 г. № 118-УГ                             |
| 48    |                | Данилов, Николай Игорьевич                                                           | 1945—2015                                                                            | профессор-консультант кафедры атомных станций и возобновляемых источников энергии Уральского энергетического института федерального государственного автономного образовательного учреждения высшего профессионального образования «Уральский федеральный университет имени первого Президента России Б. Н. Ельцина»                                                                                          | 22.07.2015 г. № 353-УГ                             |
| 49    |                | Ронь, Галина Ивановна                                                                | род. 1947                                                                            | заведующая кафедрой терапевтической стоматологии государственного бюджетного образовательного учреждения высшего профессионального образования «Уральский государственный медицинский университет» Министерства здравоохранения Российской Федерации | 24.07.2015 № 337-УГ                                |
| 50    |                | Черешнев, Валерий Александрович                                                      | род. 1944                                                                            | директор федерального государственного бюджетного учреждения науки Института иммунологии и физиологии Уральского отделения Российской академии наук | 13.10.2015 г. № 478-УГ                             |
| 51    |                | Кадочников, Владимир Дмитриевич (посмертно)                                          | 1943—2015                                                                            | первый секретарь Свердловского обкома КПСС (1990—1991), депутат Областной Думы Законодательного собрания Свердловской области (2004—2008) — за большой вклад в социально-экономическое развитие Свердловской области | 18.04.2016 г. № 200-УГ                             |
| 52    |                | Брусиловский, Миша Шаевич                                                            | 1931—2016                                                                            | художник, член Свердловского регионального отделения Всероссийской творческой общественной организации «Союз художников России», — за особые заслуги в культурной сфере жизни общества, способствовавшие росту авторитета Свердловской области | 31.05.2016 г. № 300-УГ                             |
| 53    |                | Швейкин, Геннадий Петрович                                                           | 1926—2019                                                                            | академик Российской академии наук, доктор технических наук, главный научный сотрудник федерального государственного бюджетного учреждения науки Института химии твердого тела Уральского отделения Российской академии наук, — за особые заслуги в научно-технической жизни общества, способствовавшие росту авторитета Свердловской области                                                                  | 01.08.2016 г. № 449-УГ                             |
| 54    |                | Пумпянский, Дмитрий Александрович                                                    | род. 1964                                                                            | председатель совета директоров акционерного общества Группа Синара, — за выдающиеся достижения в экономической сфере жизни общества, способствовавшие укреплению и развитию Свердловской области | 13.10.2016 г. № 574-УГ                             |
| 55    |                | Пантыкин, Александр Александрович                                                    | род. 1958                                                                            | председатель Региональной общественной организации «Союз композиторов Свердловской области», — за выдающиеся достижения в социальной сфере жизни общества, способствовавшие укреплению и развитию Свердловской области | 11.05.2017 г. № 254-УГ                             |
| 56    |                | Мерзлякова, Татьяна Георгиевна                                                       | род. 1957                                                                            | Уполномоченный по правам человека в Свердловской области, — за выдающиеся достижения в социальной сфере жизни общества, способствовавшие укреплению и развитию Свердловской области | 15.05.2017 № 272-УГ                                |
| 57    |                | Алтушкин, Игорь Алексеевич                                                           | род. 1970                                                                            | председатель Совета директоров закрытого акционерного общества «Русская медная компания», — за выдающиеся достижения в экономической сфере жизни общества, способствовавшие укреплению и развитию Свердловской области | 27.06.2017 № 352-УГ                                |
| 58    |                | Радионов, Александр Петрович                                                         | 1933—2020                                                                            | почётный председатель межрегиональной общественной организации «Организация ветеранов (пенсионеров) войны и труда Свердловской железной дороги», — за особые заслуги в социально-экономической сфере жизни общества, способствовавшие укреплению и развитию Свердловской области | 27.06.2017 № 352-УГ                                |
| 59    |                | Виноградский, Евгений Михайлович                                                     | род. 1946                                                                            | заслуженный мастер спорта России, — за выдающиеся достижения в социальной сфере жизни общества, способствовавшие укреплению и развитию Свердловской области | 22.08.2017 № 432-УГ                                |
| 60    |                | Тарасов, Анатолий Григорьевич                                                        | род. 1947                                                                            | — за особые заслуги в социально-экономической сфере жизни общества, способствовавшие укреплению и развитию Свердловской области | 08.09.2017 № 457-УГ                                |
| 61    |                | Скуратов, Сергей Николаевич                                                          | род. 1950                                                                            | генеральный директор открытого акционерного общества Авиакомпании «Уральские авиалинии» — за выдающиеся достижения в экономической сфере жизни общества, способствовавшие укреплению и развитию Свердловской области | 23.11.2017 № 602-УГ                                |
| 62    |                | Букин, Владимир Петрович (посмертно)                                                 | 1922—2017                                                                            | за выдающиеся достижения в экономической сфере жизни общества, способствовавшие укреплению и развитию Свердловской области | 09.01.2018 № 10-УГ                                 |
| 63    |                | Ветрова, Наталья Константиновна                                                      | род. 1948                                                                            | генеральный директор государственного автономного учреждения культуры Свердловской области «Свердловский областной краеведческий музей имени О. Е. Клера» — за выдающиеся достижения в культурной сфере жизни общества, способствовавшие укреплению и развитию Свердловской области | 18.04.2018 № 199-УГ                                |
| 64    | И. И. Пермяков | Пермяков, Иван Иванович                                                              | род. 1944                                                                            | советник директора государственного автономного учреждения культуры Свердловской области «Уральский центр народного искусства» — за выдающиеся достижения в культурной сфере жизни общества, способствовавшие укреплению и развитию Свердловской области | 18.04.2018 № 199-УГ                                |
| 65    |                | Басаргина, Надежда Александровна                                                     | род. 1951                                                                            | артист-вокалист (солист) государственного автономного учреждения культуры Свердловской области «Свердловский государственный Академический театр музыкальной комедии» — за выдающиеся достижения в культурной сфере жизни общества, способствовавшие укреплению и развитию Свердловской области | 04.06.2018 № 265-УГ                                |
| 66    |                | Сафронов, Михаил Вячеславович                                                        | 1949—2019                                                                            | генеральный директор государственного автономного учреждения культуры Свердловской области «Свердловский государственный Академический театр музыкальной комедии» — за выдающиеся достижения в культурной сфере жизни общества, способствовавшие укреплению и развитию Свердловской области | 04.06.2018 № 265-УГ                                |
| 67    |                | Волович, Виталий Михайлович                                                          | 1928—2018                                                                            | член Свердловского регионального отделения Всероссийской творческой общественной организации «Союз художников России» — за выдающиеся достижения в культурной сфере жизни общества, способствовавшие укреплению и развитию Свердловской области | 04.06.2018 № 266-УГ                                |
| 68    |                | Якоб, Александр Эдмундович                                                           | род. 1958                                                                            | глава Администрации города Екатеринбурга — за выдающиеся заслуги в сфере социально-экономического развития Свердловской области | 24.09.2018 № 456-УГ                                |
| 69    |                | Гайда, Анатолий Войцехович                                                           | род. 1947                                                                            | общественный советник Губернатора Свердловской области — за выдающиеся достижения в социально-экономической сфере жизни общества, способствовавшие укреплению и развитию Свердловской области | 16.10.2018 № 509-УГ                                |
| 70    |                | Антониади, Валерий Георгиевич                                                        | род. 1940                                                                            | генеральный директор акционерного общества «УКЗ» — за выдающиеся достижения в экономической сфере жизни общества, способствовавшие укреплению и развитию Свердловской области | 06.11.2018 № 582-УГ                                |
| 71    |                | Пинаев, Юрий Григорьевич                                                             | род. 1939                                                                            | исполнительный директор некоммерческой организации «Фонд губернаторских программ Свердловской области» — за выдающиеся заслуги в сфере социально-экономического развития Свердловской области | 22.02.2019 № 65-УГ                                 |
| 72    |                | Дементьев, Александр Алексеевич                                                      | род. 1956                                                                            | председатель Свердловского областного суда — за особые заслуги в укреплении законности и развитии судебной системы на территории Свердловской области | 01.04.2019 № 163-УГ                                |
| 73    |                | Каёта, Григорий Максимович (посмертно)                                               | 1944—2018                                                                            | за выдающиеся достижения в социальной сфере, способствовавшие укреплению и развитию Свердловской области | 01.04.2019 № 180-УГ                                |
| 74    |                | Алексеев, Вениамин Васильевич                                                        | род. 1934                                                                            | академик Российской академии наук, профессор, главный научный сотрудник федерального государственного бюджетного учреждения науки Института истории и археологии Уральского отделения Российской академии наук — за выдающиеся достижения в научной сфере жизни общества, способствовавшие укреплению и развитию Свердловской области                                                                         | 09.04.2019 № 196-УГ                                |
| 75    |                | Чупахин, Олег Николаевич                                                             | род. 1934                                                                            | академик Российской академии наук, доктор химических наук, профессор, заведующий лабораторией координационных соединений федерального государственного бюджетного учреждения науки Института органического синтеза им. И. Я. Постовского Уральского отделения Российской академии наук — за выдающиеся достижения в научной сфере жизни общества, способствовавшие укреплению и развитию Свердловской области | 09.04.2019 № 196-УГ                                |
| 76    |                | Смирнов, Леонид Андреевич                                                            | род. 1934                                                                            | научный руководитель открытого акционерного общества «Уральский институт металлов», главный научный сотрудник федерального государственного бюджетного учреждения науки Института металлургии Уральского отделения Российской академии наук — за выдающиеся достижения в сфере социально-экономического развития Свердловской области                                                                         | 09.08.2019 № 394-УГ                                |
| 77    |                | Крупкина, Татьяна Алексеевна                                                         | род. 1949                                                                            | — за выдающиеся достижения в сфере среднего образования, способствовавшие укреплению и развитию Свердловской области | 28.10.2019 № 521-УГ                                |
| 78    |                | Лозовский, Борис Николаевич                                                          | род. 1948                                                                            | профессор кафедры периодической печати и сетевых изданий федерального государственного автономного образовательного учреждения высшего образования «Уральский федеральный университет имени первого Президента России Б. Н. Ельцина» — за выдающиеся достижения в сфере социально — культурного развития Свердловской области                                                                                 | 17.01.2020 № 6-УГ                                  |
| 79    |                | Колотурский, Александр Николаевич                                                    | род. 1946                                                                            | директор государственного автономного учреждения культуры Свердловской области «Свердловская ордена Трудового Красного Знамени государственная академическая филармония»— за выдающиеся достижения в культурной сфере жизни общества, способствовавшие укреплению и развитию Свердловской области, росту её авторитета в Российской Федерации и за рубежом                                                    | 21.04.2020 № 202-УГ                                |
| 80    |                | Симановский, Андрей Моисеевич                                                        | род. 1960                                                                            | учредитель группы компаний «Сима-ленд», город Екатеринбург — за выдающиеся достижения в сфере социально-экономического развития Свердловской области | 15.06.2020 № 318-УГ                                |
| 81    |                | Лисс, Дмитрий Ильич                                                                  | род. 1960                                                                            | главный дирижёр — художественный руководитель симфонического оркестра «Уральский академический филармонический оркестр» государственного автономного учреждения культуры Свердловской области «Свердловская ордена Трудового Красного Знамени государственная академическая филармония», город Екатеринбург — за выдающиеся достижения в сфере культуры и искусства Свердловской области                      | 27.10.2020 № 593-УГ                                |
| 82    |                | Донник, Ирина Михайловна                                                             | род. 1955                                                                            | вице-президент Российской академии наук, город Москва — за выдающиеся достижения в научной сфере жизни общества, способствовавшие укреплению и развитию Свердловской области | 02.11.2020 № 599-УГ                                |
| 83    |                | Чернецкий, Аркадий Михайлович                                                        | род. 1950                                                                            | сенатор Российской Федерации — за выдающиеся достижения в сфере социально-экономического развития Свердловской области | 17.11.2020 № 613-УГ                                |
| 84    |                | Новоселов, Дмитрий Викторович (посмертно)                                            | 1967—2020                                                                            | главный врач государственного бюджетного учреждения здравоохранения Свердловской области «Красноуфимская районная больница» — за выдающиеся достижения в сфере здравоохранения, способствовавшие укреплению и развитию Свердловской области | 19.01.2021 № 15-УГ                                 |
| 85    |                | Грюнберг, Константин Васильевич                                                      | род. 1944                                                                            | член Свердловской региональной общественной организации «Творческий союз художников», город Екатеринбург — за выдающиеся достижения в сфере социального развития Свердловской области | 01.09.2021 № 520-УГ                                |
| 86    |                | Воронин, Николай Андреевич                                                           | род. 1951                                                                            | директор государственного казённого учреждения Свердловской области «Уральский институт регионального законодательства», город Екатеринбург — за выдающиеся достижения в сфере социально-экономического развития Свердловской области | 18.02.2022 № 56-УГ                                 |
| 87    |                | Вексельберг, Виктор Феликсович                                                       | род. 1957                                                                            | президент общества с ограниченной ответственностью «Ренова – Холдинг Рус» — за выдающиеся достижения в сфере социально-экономического развития Свердловской области | 25.02.2022 № 89-УГ                                 |
| 88    |                | Решетникова, Ирина Валентиновна                                                      | род. 1959                                                                            | председатель Арбитражного суда Уральского округа — за особые заслуги в укреплении законности и правопорядка, развитии судебной системы на территории Свердловской области | 23.11.2022 № 598-УГ                                |
| 89    |                | Аршанский, Михаил Иосипович                                                          | род. 1934                                                                            | советник вице – президента – руководителя Дивизиона Урал акционерного общества «ЕВРАЗ Нижнетагильский металлургический комбинат» — за выдающиеся достижения в сфере социально-экономического развития Свердловской области | 20.12.2022 № 668-УГ                                |
| 90    |                | Бейкин, Яков Борисович                                                               | 1949―2023                                                                            | главный врач государственного автономного учреждения здравоохранения Свердловской области «Клинико-диагностический центр город Екатеринбург» — за особые заслуги развитии здравоохранения на территории Свердловской области | 20.01.2023 № 7-УГ                                  |
| 91    |                | Никифоров, Анатолий Сергеевич                                                        | род. 1954                                                                            | председатель сельскохозяйственного производственного кооператива «Килачевский», Ирбитский район — за выдающиеся достижения в сфере социально-экономического развития Свердловской области | 20.02.2023 № 70-УГ                                 |
| 92    |                | Страшко, Владимир Петрович                                                           | род. 1943                                                                            | президент региональной общественной организации «Уральское землячество», город Москва — за выдающиеся достижения в сфере социально-экономического развития Свердловской области | 10.11.2023 № 533-УГ                                |
| 93    |                | Левин, Александр Юрьевич                                                             | род. 1951                                                                            | председатель Общественной палаты Свердловской области — за выдающиеся достижения в сфере социально-экономического развития Свердловской области | 28.03.2024 № 141-УГ                                |
| 94    |                | Чайников, Валерий Аркадьевич                                                         | род. 1959                                                                            | заместитель Губернатора Свердловской области – руководитель Аппарата Губернатора Свердловской области и Правительства Свердловской области — за выдающиеся достижения в сфере социально-экономического развития Свердловской области | 21.05.2024 № 209-УГ                                |
| 95    |                | Крашенинников, Павел Владимирович                                                    | род. 1964                                                                            | депутат Государственной Думы Федерального Собрания Российской Федерации — за выдающиеся достижения в сфере социально-экономического развития Свердловской области | 10.06.2024 № 247-УГ                                |
| 96    |                | Алиев, Шахит Тукаевич                                                                | род. 1956                                                                            | глава городского округа Пелым — за большой вклад в социально-экономического развития Свердловской области | 09.10.2024 № 439-УГ                                |
| 97    |                | Родобольский, Игорь Олегович (посмертно)                                             | 1960—2024                                                                            | — за выдающиеся достижения в сфере военно-патриотического воспитания детей и молодежи на территории Свердловской области | 15.11.2024 № 519-УГ                                |
| 98    |                | Муратшин, Геннадий Михайлович                                                        | род. 1935                                                                            | — за выдающиеся достижения в сфере социально-экономического и научно-технического развития Свердловской области | 07.03.2025 № 72-УГ                                 |
| 99    |                | Балыбердин, Игорь Васильевич                                                         | род. 1926                                                                            | участник Великой Отечественной войны, проживающий на территории Свердловской области — за мужество, смелость и отвагу, проявленные во время сражений в период Великой Отечественной войны 1941-1945 годов | 25.03.2025 № 93-УГ                                 |
| 100   |                | Башкиров, Виктор Васильевич                                                          | род. 1926                                                                            | участник Великой Отечественной войны, проживающий на территории Свердловской области — за мужество, смелость и отвагу, проявленные во время сражений в период Великой Отечественной войны 1941-1945 годов | 25.03.2025 № 93-УГ                                 |
| 101   |                | Благинин, Семен Григорьевич                                                          | род. 1925                                                                            | участник Великой Отечественной войны, проживающий на территории Свердловской области — за мужество, смелость и отвагу, проявленные во время сражений в период Великой Отечественной войны 1941-1945 годов | 25.03.2025 № 93-УГ                                 |
| 102   |                | Бровин, Иван Гурьянович                                                              | род. 1925                                                                            | участник Великой Отечественной войны, проживающий на территории Свердловской области — за мужество, смелость и отвагу, проявленные во время сражений в период Великой Отечественной войны 1941-1945 годов | 25.03.2025 № 93-УГ                                 |
| 103   |                | Бузаков, Николай Васильевич                                                          | род. 1923                                                                            | участник Великой Отечественной войны, проживающий на территории Свердловской области — за мужество, смелость и отвагу, проявленные во время сражений в период Великой Отечественной войны 1941-1945 годов | 25.03.2025 № 93-УГ                                 |
| 104   |                | Быков, Алексей Николаевич                                                            | род. 1926                                                                            | участник Великой Отечественной войны, проживающий на территории Свердловской области — за мужество, смелость и отвагу, проявленные во время сражений в период Великой Отечественной войны 1941-1945 годов | 25.03.2025 № 93-УГ                                 |
| 105   |                | Возчикова, Тамара Ивановна                                                           | род. 1922                                                                            | участник Великой Отечественной войны, проживающий на территории Свердловской области — за мужество, смелость и отвагу, проявленные во время сражений в период Великой Отечественной войны 1941-1945 годов | 25.03.2025 № 93-УГ                                 |
| 106   |                | Воробьёв, Сергей Иванович                                                            | 1925—2025                                                                            | участник Великой Отечественной войны, проживающий на территории Свердловской области — за мужество, смелость и отвагу, проявленные во время сражений в период Великой Отечественной войны 1941-1945 годов | 25.03.2025 № 93-УГ                                 |
| 107   |                | Головин, Энгельс Васильевич                                                          | род. 1923                                                                            | участник Великой Отечественной войны, проживающий на территории Свердловской области — за мужество, смелость и отвагу, проявленные во время сражений в период Великой Отечественной войны 1941-1945 годов | 25.03.2025 № 93-УГ                                 |
| 108   |                | Дементьев, Дмитрий Игнатьевич                                                        | род. 1922                                                                            | участник Великой Отечественной войны, проживающий на территории Свердловской области — за мужество, смелость и отвагу, проявленные во время сражений в период Великой Отечественной войны 1941-1945 годов | 25.03.2025 № 93-УГ                                 |
| 109   |                | Желомский, Василий Иванович                                                          | род. 1923                                                                            | участник Великой Отечественной войны, проживающий на территории Свердловской области — за мужество, смелость и отвагу, проявленные во время сражений в период Великой Отечественной войны 1941-1945 годов | 25.03.2025 № 93-УГ                                 |
| 110   |                | Злобин, Иван Иванович                                                                | род. 1925                                                                            | участник Великой Отечественной войны, проживающий на территории Свердловской области — за мужество, смелость и отвагу, проявленные во время сражений в период Великой Отечественной войны 1941-1945 годов | 25.03.2025 № 93-УГ                                 |
| 111   |                | Казанцев, Петр Иванович                                                              | род. 1926                                                                            | участник Великой Отечественной войны, проживающий на территории Свердловской области — за мужество, смелость и отвагу, проявленные во время сражений в период Великой Отечественной войны 1941-1945 годов | 25.03.2025 № 93-УГ                                 |
| 112   |                | Каранин, Василий Павлович                                                            | род. 1924                                                                            | участник Великой Отечественной войны, проживающий на территории Свердловской области — за мужество, смелость и отвагу, проявленные во время сражений в период Великой Отечественной войны 1941-1945 годов | 25.03.2025 № 93-УГ                                 |
| 113   |                | Клюсов, Александр Васильевич                                                         | род. 1924                                                                            | участник Великой Отечественной войны, проживающий на территории Свердловской области — за мужество, смелость и отвагу, проявленные во время сражений в период Великой Отечественной войны 1941-1945 годов | 25.03.2025 № 93-УГ                                 |
| 114   |                | Королева, Анна Александровна                                                         | род. 1921                                                                            | участник Великой Отечественной войны, проживающий на территории Свердловской области — за мужество, смелость и отвагу, проявленные во время сражений в период Великой Отечественной войны 1941-1945 годов | 25.03.2025 № 93-УГ                                 |
| 115   |                | Кудымов, Михаил Данилович                                                            | род. 1926                                                                            | участник Великой Отечественной войны, проживающий на территории Свердловской области — за мужество, смелость и отвагу, проявленные во время сражений в период Великой Отечественной войны 1941-1945 годов | 25.03.2025 № 93-УГ                                 |
| 116   |                | Перфильева, Мария Васильевна                                                         | род. 1924                                                                            | участник Великой Отечественной войны, проживающий на территории Свердловской области — за мужество, смелость и отвагу, проявленные во время сражений в период Великой Отечественной войны 1941-1945 годов | 25.03.2025 № 93-УГ                                 |
| 117   |                | Прожерин, Михаил Терентьевич                                                         | род. 1925                                                                            | участник Великой Отечественной войны, проживающий на территории Свердловской области — за мужество, смелость и отвагу, проявленные во время сражений в период Великой Отечественной войны 1941-1945 годов | 25.03.2025 № 93-УГ                                 |
| 118   |                | Светлаков, Владимир Иванович                                                         | род. 1924                                                                            | участник Великой Отечественной войны, проживающий на территории Свердловской области — за мужество, смелость и отвагу, проявленные во время сражений в период Великой Отечественной войны 1941-1945 годов | 25.03.2025 № 93-УГ                                 |
| 119   |                | Сергеева, Галина Николаевна                                                          | род. 1928                                                                            | участник Великой Отечественной войны, проживающий на территории Свердловской области — за мужество, смелость и отвагу, проявленные во время сражений в период Великой Отечественной войны 1941-1945 годов | 25.03.2025 № 93-УГ                                 |
| 120   |                | Старцев, Александр Алексеевич                                                        | род. 1926                                                                            | участник Великой Отечественной войны, проживающий на территории Свердловской области — за мужество, смелость и отвагу, проявленные во время сражений в период Великой Отечественной войны 1941-1945 годов | 25.03.2025 № 93-УГ                                 |
| 121   |                | Степанова, Тамара Сергеевна                                                          | род. 1925                                                                            | участник Великой Отечественной войны, проживающий на территории Свердловской области — за мужество, смелость и отвагу, проявленные во время сражений в период Великой Отечественной войны 1941-1945 годов | 25.03.2025 № 93-УГ                                 |
| 122   |                | Ульянов, Алексей Григорьевич                                                         | 1926—2025                                                                            | участник Великой Отечественной войны, проживающий на территории Свердловской области — за мужество, смелость и отвагу, проявленные во время сражений в период Великой Отечественной войны 1941-1945 годов | 25.03.2025 № 93-УГ                                 |
| 123   |                | Хариенко, Леонид Константинович                                                      | род. 1926                                                                            | участник Великой Отечественной войны, проживающий на территории Свердловской области — за мужество, смелость и отвагу, проявленные во время сражений в период Великой Отечественной войны 1941-1945 годов | 25.03.2025 № 93-УГ                                 |
| 124   |                | Черепанов, Александр Петрович                                                        | род. 1926                                                                            | участник Великой Отечественной войны, проживающий на территории Свердловской области — за мужество, смелость и отвагу, проявленные во время сражений в период Великой Отечественной войны 1941-1945 годов | 25.03.2025 № 93-УГ                                 |
| 125   |                | Ярмухаматов, Мухаматнур Ярмухаматович                                                | 1927—2025                                                                            | участник Великой Отечественной войны, проживающий на территории Свердловской области — за мужество, смелость и отвагу, проявленные во время сражений в период Великой Отечественной войны 1941-1945 годов | 25.03.2025 № 93-УГ                                 |
| 126   |                | Бабинов, Николай Иванович                                                            | род. 1925                                                                            | участник Великой Отечественной войны, проживающий на территории Свердловской области — за мужество, смелость и отвагу, проявленные во время сражений в период Великой Отечественной войны 1941-1945 годов | 02.04.2025 N 113-УГ                                |
| 127   |                | Бабушко, Николай Григорьевич                                                         | род. 1921                                                                            | участник Великой Отечественной войны, проживающий на территории Свердловской области — за мужество, смелость и отвагу, проявленные во время сражений в период Великой Отечественной войны 1941-1945 годов | 02.04.2025 N 113-УГ                                |
| 128   |                | Баткова, Валентина Георгиевна                                                        | род. 1924                                                                            | участник Великой Отечественной войны, проживающий на территории Свердловской области — за мужество, смелость и отвагу, проявленные во время сражений в период Великой Отечественной войны 1941-1945 годов | 02.04.2025 N 113-УГ                                |
| 129   |                | Батурин, Иван Васильевич                                                             | род. 1925                                                                            | участник Великой Отечественной войны, проживающий на территории Свердловской области — за мужество, смелость и отвагу, проявленные во время сражений в период Великой Отечественной войны 1941-1945 годов | 02.04.2025 N 113-УГ                                |
| 130   |                | Вдовин, Николай Афанасьевич                                                          | род. 1925                                                                            | участник Великой Отечественной войны, проживающий на территории Свердловской области — за мужество, смелость и отвагу, проявленные во время сражений в период Великой Отечественной войны 1941-1945 годов | 02.04.2025 N 113-УГ                                |
| 131   |                | Вильховский, Леонид Семенович                                                        | род. 1924                                                                            | участник Великой Отечественной войны, проживающий на территории Свердловской области — за мужество, смелость и отвагу, проявленные во время сражений в период Великой Отечественной войны 1941-1945 годов | 02.04.2025 N 113-УГ                                |
| 132   |                | Власов, Николай Спиридонович                                                         | род. 1924                                                                            | участник Великой Отечественной войны, проживающий на территории Свердловской области — за мужество, смелость и отвагу, проявленные во время сражений в период Великой Отечественной войны 1941-1945 годов | 02.04.2025 N 113-УГ                                |
| 133   |                | Вострилова, Анастасия Степановна                                                     | род. 1923                                                                            | участник Великой Отечественной войны, проживающий на территории Свердловской области — за мужество, смелость и отвагу, проявленные во время сражений в период Великой Отечественной войны 1941-1945 годов | 02.04.2025 N 113-УГ                                |
| 134   |                | Галиакбаров, Мавлий Галиакбарович                                                    | род. 1926                                                                            | участник Великой Отечественной войны, проживающий на территории Свердловской области — за мужество, смелость и отвагу, проявленные во время сражений в период Великой Отечественной войны 1941-1945 годов | 02.04.2025 N 113-УГ                                |
| 135   |                | Горюнов, Юрий Дмитриевич                                                             | род. 1925                                                                            | участник Великой Отечественной войны, проживающий на территории Свердловской области — за мужество, смелость и отвагу, проявленные во время сражений в период Великой Отечественной войны 1941-1945 годов | 02.04.2025 N 113-УГ                                |
| 136   |                | Зверев, Александр Дмитриевич                                                         | род. 1928                                                                            | участник Великой Отечественной войны, проживающий на территории Свердловской области — за мужество, смелость и отвагу, проявленные во время сражений в период Великой Отечественной войны 1941-1945 годов | 02.04.2025 N 113-УГ                                |
| 137   |                | Зырянов, Николай Алексеевич                                                          | род. 1925                                                                            | участник Великой Отечественной войны, проживающий на территории Свердловской области — за мужество, смелость и отвагу, проявленные во время сражений в период Великой Отечественной войны 1941-1945 годов | 02.04.2025 N 113-УГ                                |
| 138   |                | Калугин, Эрик Яковлевич                                                              | род. 1923                                                                            | участник Великой Отечественной войны, проживающий на территории Свердловской области — за мужество, смелость и отвагу, проявленные во время сражений в период Великой Отечественной войны 1941-1945 годов | 02.04.2025 N 113-УГ                                |
| 139   |                | Киселев, Анатолий Иванович                                                           | род. 1924                                                                            | участник Великой Отечественной войны, проживающий на территории Свердловской области — за мужество, смелость и отвагу, проявленные во время сражений в период Великой Отечественной войны 1941-1945 годов | 02.04.2025 N 113-УГ                                |
| 140   |                | Комарова, Ирина Никитовна                                                            | род. 1925                                                                            | участник Великой Отечественной войны, проживающий на территории Свердловской области — за мужество, смелость и отвагу, проявленные во время сражений в период Великой Отечественной войны 1941-1945 годов | 02.04.2025 N 113-УГ                                |
| 141   |                | Кузнецов, Павел Алексеевич                                                           | род. 1926                                                                            | участник Великой Отечественной войны, проживающий на территории Свердловской области — за мужество, смелость и отвагу, проявленные во время сражений в период Великой Отечественной войны 1941-1945 годов | 02.04.2025 N 113-УГ                                |
| 142   |                | Кулишев, Александр Николаевич                                                        | 1925—2025                                                                            | участник Великой Отечественной войны, проживающий на территории Свердловской области — за мужество, смелость и отвагу, проявленные во время сражений в период Великой Отечественной войны 1941-1945 годов | 02.04.2025 N 113-УГ                                |
| 143   |                | Максимова, Вера Кузьминична                                                          | род. 1929                                                                            | участник Великой Отечественной войны, проживающий на территории Свердловской области — за мужество, смелость и отвагу, проявленные во время сражений в период Великой Отечественной войны 1941-1945 годов | 02.04.2025 N 113-УГ                                |
| 144   |                | Матузова, Полина Михайловна                                                          | род. 1926                                                                            | участник Великой Отечественной войны, проживающий на территории Свердловской области — за мужество, смелость и отвагу, проявленные во время сражений в период Великой Отечественной войны 1941-1945 годов | 02.04.2025 N 113-УГ                                |
| 145   |                | Моисеева, Елизавета Ивановна                                                         | род. 1923                                                                            | участник Великой Отечественной войны, проживающий на территории Свердловской области — за мужество, смелость и отвагу, проявленные во время сражений в период Великой Отечественной войны 1941-1945 годов | 02.04.2025 N 113-УГ                                |
| 146   |                | Молчанов, Алексей Иванович                                                           | род. 1924                                                                            | участник Великой Отечественной войны, проживающий на территории Свердловской области — за мужество, смелость и отвагу, проявленные во время сражений в период Великой Отечественной войны 1941-1945 годов | 02.04.2025 N 113-УГ                                |
| 147   |                | Морозова, София Владимировна                                                         | род. 1922                                                                            | участник Великой Отечественной войны, проживающий на территории Свердловской области — за мужество, смелость и отвагу, проявленные во время сражений в период Великой Отечественной войны 1941-1945 годов | 02.04.2025 N 113-УГ                                |
| 148   |                | Ошевская, Наиля Рахматулловна                                                        | род. 1923                                                                            | участник Великой Отечественной войны, проживающий на территории Свердловской области — за мужество, смелость и отвагу, проявленные во время сражений в период Великой Отечественной войны 1941-1945 годов | 02.04.2025 N 113-УГ                                |
| 159   |                | Пекарская, Клавдия Федоровна                                                         | род. 1924                                                                            | участник Великой Отечественной войны, проживающий на территории Свердловской области — за мужество, смелость и отвагу, проявленные во время сражений в период Великой Отечественной войны 1941-1945 годов | 02.04.2025 N 113-УГ                                |
| 150   |                | Пермяков, Александр Иванович                                                         | род. 1923                                                                            | участник Великой Отечественной войны, проживающий на территории Свердловской области — за мужество, смелость и отвагу, проявленные во время сражений в период Великой Отечественной войны 1941-1945 годов | 02.04.2025 N 113-УГ                                |
| 151   |                | Подопригора, Дмитрий Иванович                                                        | род. 1926                                                                            | участник Великой Отечественной войны, проживающий на территории Свердловской области — за мужество, смелость и отвагу, проявленные во время сражений в период Великой Отечественной войны 1941-1945 годов | 02.04.2025 N 113-УГ                                |
| 152   |                | Репчанская, Надежда Федоровна                                                        | род. 1927                                                                            | участник Великой Отечественной войны, проживающий на территории Свердловской области — за мужество, смелость и отвагу, проявленные во время сражений в период Великой Отечественной войны 1941-1945 годов | 02.04.2025 N 113-УГ                                |
| 153   |                | Рымкевич, Михаил Феликсович                                                          | род. 1922                                                                            | участник Великой Отечественной войны, проживающий на территории Свердловской области — за мужество, смелость и отвагу, проявленные во время сражений в период Великой Отечественной войны 1941-1945 годов | 02.04.2025 N 113-УГ                                |
| 154   |                | Салмина, Анна Григорьевна                                                            | род. 1924                                                                            | участник Великой Отечественной войны, проживающий на территории Свердловской области — за мужество, смелость и отвагу, проявленные во время сражений в период Великой Отечественной войны 1941-1945 годов | 02.04.2025 N 113-УГ                                |
| 155   |                | Синкин, Лев Иванович                                                                 | род. 1926                                                                            | участник Великой Отечественной войны, проживающий на территории Свердловской области — за мужество, смелость и отвагу, проявленные во время сражений в период Великой Отечественной войны 1941-1945 годов | 02.04.2025 N 113-УГ                                |
| 156   |                | Скоробогатов, Никифор Семенович                                                      | род. 1926                                                                            | участник Великой Отечественной войны, проживающий на территории Свердловской области — за мужество, смелость и отвагу, проявленные во время сражений в период Великой Отечественной войны 1941-1945 годов | 02.04.2025 N 113-УГ                                |
| 157   |                | Соболев, Вениамин Александрович                                                      | род. 1925                                                                            | участник Великой Отечественной войны, проживающий на территории Свердловской области — за мужество, смелость и отвагу, проявленные во время сражений в период Великой Отечественной войны 1941-1945 годов | 02.04.2025 N 113-УГ                                |
| 158   |                | Суворов, Дмитрий Николаевич                                                          | род. 1926                                                                            | участник Великой Отечественной войны, проживающий на территории Свердловской области — за мужество, смелость и отвагу, проявленные во время сражений в период Великой Отечественной войны 1941-1945 годов | 02.04.2025 N 113-УГ                                |
| 159   |                | Устинов, Дмитрий Петрович                                                            | род. 1924                                                                            | участник Великой Отечественной войны, проживающий на территории Свердловской области — за мужество, смелость и отвагу, проявленные во время сражений в период Великой Отечественной войны 1941-1945 годов | 02.04.2025 N 113-УГ                                |
| 160   |                | Федин, Александр Васильевич                                                          | род. 1926                                                                            | участник Великой Отечественной войны, проживающий на территории Свердловской области — за мужество, смелость и отвагу, проявленные во время сражений в период Великой Отечественной войны 1941-1945 годов | 02.04.2025 N 113-УГ                                |
| 161   |                | Федотов, Николай Васильевич                                                          | род. 1924                                                                            | участник Великой Отечественной войны, проживающий на территории Свердловской области — за мужество, смелость и отвагу, проявленные во время сражений в период Великой Отечественной войны 1941-1945 годов | 02.04.2025 N 113-УГ                                |
| 162   |                | Числов, Михаил Васильевич                                                            | род. 1924                                                                            | участник Великой Отечественной войны, проживающий на территории Свердловской области — за мужество, смелость и отвагу, проявленные во время сражений в период Великой Отечественной войны 1941-1945 годов | 02.04.2025 N 113-УГ                                |
| 163   |                | Юровских, Александр Семенович                                                        | род. 1926                                                                            | участник Великой Отечественной войны, проживающий на территории Свердловской области — за мужество, смелость и отвагу, проявленные во время сражений в период Великой Отечественной войны 1941-1945 годов | 02.04.2025 N 113-УГ                                |